# Jestliže je úterý, musíme být v Belgii
Jestliže je úterý, musíme být v Belgii (anglicky If It's Tuesday, This Must Be Belgium) je americká romantická komedie z roku 1969 režírovaná Melem Stuartem.

## Děj
Charlie (McShane) s nadšením provádí skupiny amerických turistů na osmnáctidenní cestě Evropou. Na nejnovějším zájezdu provází nejrůznější účastníky; např. Samanthu (Pleshette) se kterou by si rád něco začal, mrzoutského chlapíka, který si chce nechat v Římě ušít italské boty na míru u předem vybraného ševce, chlápka, který chce navštívit svou italskou sestřenici, ale bude se muset vypořádat s nečekanou hrozbou svatby, a veterána, který se stále vrací ke svým válečným prožitkům. Účastníci navštíví Anglii, Nizozemí, Belgii, Lucembursko, Německo, Švýcarsko a Itálii.

## Obsazení
| Suzanne Pleshette   | Samantha Perkins                                    |
| Ian McShane         | Charlie Cartwright                                  |
| Mildred Natwick     | Jenny Grant                                         |
| Murray Hamilton     | Fred Ferguson                                       |
| Sandy Baron         | John Marino                                         |
| Michael Constantine | Jack Harmon                                         |
| Norman Fell         | Harve Blakely                                       |
| Peggy Cass          | Edna Ferguson                                       |
| Marty Ingels        | Bert Greenfield                                     |
| Pamela Britton      | Freda                                               |
| Reva Rose           | Irma Blakely                                        |
| Aubrey Morris       | Harry Dix                                           |
| Hilarie Thompson    | Shelly Ferguson                                     |
| Luke Halpin         | Bo                                                  |
| Mario Carotenuto    | Giuseppe                                            |
| Patricia Routledge  | Mrs. Featherstone                                   |
| Marina Berti        | Gina                                                |
| Ermelinda De Felice | Italka v automobilové nehodě (jako Linda De Felice) |
| Paul Esser          | německý policista                                   |
| Jenny White         | Dot                                                 |